# 대한민국 민법 제439조
대한민국 민법 제439조는 공동보증의 분별의 이익에 대한 민법 채권법 조문이다.

## 조문
제439조(공동보증의 분별의 이익) 수인의 보증인이 각자의 행위로 보증채무를 부담한 경우에도 제408조의 규정을 적용한다.

第439條(共同保證의 分別의 利益) 數人의 保證人이 各自의 行爲로 保證債務를 負擔한 境遇에도 第408條의 規定을 適用한다.

## 참고 문헌
- 오현수, 일본민법, 진원사, 2014. ISBN 9788963463452
- 오세경, 대법전, 법전출판사, 2014 ISBN 9788926210277
- 이준현 , LOGOS 민법 조문판례집, 미래가치, 2015. ISBN 9791155020869